# コムスン
株式会社コムスン（英: COMSN, Inc.）は、かつて存在したグッドウィル・グループ（以下「GWG」）のグループ会社。福祉・介護を主な事業として展開していたが介護報酬不正請求事件（後述）等が発覚、事業譲渡を完了し、2009年末に解散、2011年に完全消滅している。
社名のCOMSNは、Community Medical Systems and Networkの略。

## 沿革
- 1988年 - 福岡市天神にて榎本憲一（社会福祉法人せいうん会理事長）により創業。当時のスタッフは2人であった。「連帯と共生で介護を行うことは、日本人のやさしい英知」であり、「介護職が、人を支え、励まし、誇りある人生の結実に役立つことを信じる」という志しからのスタートであった。
- 1989年 - 第1回コムスンシンポジウム開催。
- 1990年 - 在宅介護サービスシルバーマーク取得（九州初）。
- 1991年 - 在宅入浴サービス事業開始。
- 1992年 - 夜間巡回介護モデル事業を全国に先駆けて展開。
- 1994年 - 夜間巡回介護モデル事業が福岡県福岡市の補助事業となる。同年夜間巡回介護サービス事業が開始
- 1996年 - 厚生省（現・厚生労働省）から訪問介護員養成研修機関の認定を受ける
- 1997年 - 人材派遣会社のGWGが事実上の買収。コムスンがGWGの関連会社となる。
- 1998年 - 宮城県より過疎地域等在宅保健福祉サービス推進モデル事業を受託する。
- 1999年 - 居宅介護支援事業者申請開始。
- 2000年 - 登記上本店を東京都に移転。施設介護サービスに参入。
- 2003年 - 訪問介護員養成事業・介護タクシーサービスに参入、六本木ヒルズに本社移転。
- 2004年 - 保育サービス、ペットケアサービスに参入。
- 2005年 - 訪問介護事業の顧客数がアイリスケアサービスニチイ学館を抜き国内最大となる。
- 2006年 - GWGの感動ビジネスがスタート。コムスンの関連会社としてバーリントンハウス設立。桜湯園を買収し、施設系サービスでも大手に。各所から運営上の問題を指摘され始める。
- 2007年6月6日 - 厚生労働省から介護サービス事業所の新規及び更新指定不許可処分を受ける[1]。（詳しくは詳細項を参照。）
- 2007年7月31日 - 事業移行に関する計画を発表。同日より事業売却先の公募を開始。
- 2007年12月1日 - 訪問介護事業の譲渡が完了。
- 2008年1月4日 - 資本金を1億円に大幅減資。以後は残務処理のみを行っていた。
- 2009年12月31日 - 会社解散。
- 2011年9月16日 - 清算終了。

## 事業範囲
- 在宅介護サービス
  - 訪問入浴サービス
  - 訪問介護サービス
  - 訪問介護サービス（障害者）
  - 訪問療養マッサージ
  - 介護タクシーサービス
  - 訪問看護ステーション
  - 訪問歯科サポートサービス
  - 福祉用具サービス
- 施設介護サービス
  - 介護付有料老人ホーム（コムスンガーデン・コムスンホーム・コムスンのきらめき）
  - グループホーム（コムスンのほほえみ）
  - デイサービス
  - 小規模多機能サービス（コムスンのやわらぎ）
- ケア専門校
  - コムスンケアカレッジ

## 事業概要
介護保険以前の高齢者福祉は行政による措置であったため、行政サービスか、委託を受けた少数の民間企業によって担われていた。したがって、原則平日9時から17時（週末休み）というのが営業時間帯の通例であり、また、利用者も権利意識は乏しく、サービス内容についての要求水準も低かった。
コムスンは、年中無休の巡回型老人介護サービスを実現しようと、他社に先駆けて日本初の「24時間365日体制の老人介護サービス」を開発し、1992年には厚生省の「24時間巡回介護モデル企業」として指定を受け、1994年には創業地・福岡市からも補助事業指定を受ける。1996年に「24時間ホームヘルプサービス」という新ゴールドプラン（新・高齢者保健福祉推進10か年戦略）のシステム実施にもつながる。
更に全国各地での展開を目指し、1996年に東京本部開設、1998年には宮城県との共同による「過疎地域在宅福祉サービス推進事業」のモデル企業となる。そして2000年に介護保険の公的制度化が実施されることを念頭に、短期間で全国に拠点を展開し、本格的な全国ネットワークを実現させた。しかしながら、介護保険の運用が始まってみるとサービス利用は報酬単価の低い種別のものが多く、旧来の社会福祉法人や社会福祉協議会系事業者からの利用者の転移も少ないなど、結果的に需要予測が甘くかつ過大に過ぎたため、1,200か所の拠点を一気に400ほどまで統合し、大量の人員整理を行う等大きな混乱を引き起こした。2003年より、グループホームをはじめ施設系サービスを積極的に展開し、訪問系の事業の比重が低下した結果、2006年春の介護保険法改正の影響は他社に比較して少なく抑えられたとされる。
ちなみにコムスンヘルパーの制服のピンク色は、後期高齢者の視力の変化においても比較的認識しやすいと言われていたことが採用の判断理由であった。ピンクのユニフォームの1,000人以上の新入社員が一斉に「コムスンの誓い」を唱和する光景がテレビCMを通じて放映されていた。CMの作曲は岡田徹が担当した。
2000～2001年頃の体制縮小時には、性急かつ強引に従業員が退職や配置転換を迫られたり、労働組合役員に就任した従業員が懲戒解雇に追い込まれたこと等がマスコミ各社より報じられた。慰謝料支払いや解雇無効確認を求める訴訟も複数提起され、コムスン側は一転して非を認めて和解に応じるに至っている。
他方、社風について「結果さえ出していれば本社にもボトムアップで率直に改善提案ができる」「意外に風通しのよい会社である」とする意見もある。しかしながら、介護報酬不正請求や事業所指定不正取得発生の背景としては、むしろ社内チェックが十分機能せず、風通しが良好でなかったことが指摘されうる。まさにグッドウィル・グループの企業体質がパロマと同じではないかと言う指摘も経済評論家等からあがっている。
「コムスンのほほえみ」（グループホーム）のとあるホーム長（コムスン内での役職名）は新入社員に対し「この会社は医療法人や社会福祉法人とは違う、一般企業だから他施設のようにただ介護をしているのでは勤まらない」と発言し、「コムスンは施設と違って頑張った人間、出来る人間はすぐに上に行ける、給料も上がる、やればやっただけ認めてくれる会社だ」と述べている。
事業譲渡前、社内の主要な労働組合は、連合系UIゼンセン同盟傘下の日本介護クラフトユニオン（通称NCCU）コムスン分会で、ユニオンショップ制のため、一般従業員は原則全員加入の状態だった。

## 業績
- 訪問介護顧客数 - 67,440人（業界最大手、2007年5月時点）
- 拠点規模 - 2,061拠点
- 介護タクシー - 367台
- グループホーム - 178か所（業界最大手）
- 有料老人ホーム - 30か所

累積損失：230億円

経常損益：在宅-21億円赤字、施設-14億円黒字。

## 介護報酬不正請求事件
2006年12月18日 - 12月26日に、東京都は、同社が介護報酬の不正請求を行っている疑いがあるとして、介護保険法に基づき、都内の事業所187カ所のうち53カ所に立ち入り検査を実施。また、コムスンをめぐっては、東京都に「事業所がいつも留守番電話」等の様々な苦情が寄せられている。一方、当初グッドウィル・グループは読売新聞の記事に関して、「事実無根」と発表していた。
しかしその後、一部に過誤請求があったことが都の調査により判明。読売新聞に公式に謝罪し、東京都から2007年4月、業務改善勧告を受けることとなった。その後、東京都内の3事業所において、事業所指定の不正取得を理由に指定取消処分がなされようとしていたところ、各所は同日に廃業届を出した。東京都はこれを悪質な処分逃れとした。
岡山県・青森県（2006年7月発覚）、群馬県、兵庫県においても同社による過誤請求や事業所指定時の登録問題が発覚した。事業所指定の不正取得に関しては、東京都のケースと同様、各県当局による指定取消処分がなされる前に事業所の廃業届出を行っており、各県当局は処分逃れの疑いがあるとした。
また、61か所ある事業所のうち42か所を一度に廃止する届けを出した神奈川県や、監査終了後わずか1時間半後に廃止届けを出した兵庫県の事例などがあった。
業界トップクラスの企業がこうした行動に出ていることについては、都道府県による監査実施後の廃業届出を一定程度制限する等の制度改正の必要性が指摘されている。
2007年6月6日、厚生労働省はコムスンの介護保険事業所について新規の事業者指定および事業者指定の更新の受付停止という処分を発表した。

### 厚生労働省からの処分問題
2007年6月6日、コムスンは厚生労働省から業界「退場処分」とも言える、介護サービス事業所の新規及び更新指定不許可処分を受けた。期間は2008年度から2011年12月まで。
この間に事業所認可が切れる7割以上の事業所が順次廃止される見込みとなる。
同日コムスンの親会社GWGは、従業員の雇用確保と介護サービスの維持を名目として、コムスンのすべての事業を同業の連結子会社「日本シルバーサービス株式会社」（株式会社プレミア・メディカルケアの子会社。直前までコムスンの子会社であった）へ譲渡することを発表した。
日本シルバーサービスは、コムスンと同じグッドウィルグループ傘下の企業ではあるものの、形式上コムスンとは法人格を異にし、主要な役員の兼任もないため、コムスンに対して課された上記の新規及び更新指定不許可処分が適用とならない。そのため、この譲渡が仮に実行された場合、各都道府県もしくは市町村は介護保険法の規定上、日本シルバーサービスが運営法人となる事業所に対する指定を行わなくてはならなくなり、厚生労働省の処分は実効力が失われる。厚生労働省はこの連結子会社譲渡表明について「譲渡自体には法的な問題はない」との見解を示したが、同時に「同一グループ内の企業が不正行為で処分を受けた企業を引き継ぐことの妥当性を検討する。法的にではなく社会的倫理的に認容されるかという問題」とも指摘した。さらに塩崎恭久（当時官房長官）も「コムスンの事業譲渡は十分精査が必要」と発言しており、「事業譲渡は行政処分を骨抜きにする脱法行為」との批判を集めた。6月7日に厚生労働省はコムスン社長（当時）の樋口公一を同省に呼び、「事業譲渡は到底国民・利用者の納得は得られない」などとして、その撤回を求める行政指導を行った。その際コムスン側は「その方向で検討する」と回答し、後日撤回した。
事業者指定の権限を持つ都道府県にも影響が広がっている。6月7日に和歌山県知事の仁坂吉伸は同日行われた定例記者会見の席上、「日本シルバーサービス」から申請があっても拒否する方針であると発表。仁坂は「法の制裁を逃れようと考える人間が、福祉事業に手を出しているのはおかしい」と批判した。また、宮崎県知事（当時）の東国原英夫や千葉県知事（当時）の堂本暁子も同様の発言を行っている。
また利用料金を巡っては利用者が既に支払いを済ませたものが未払い扱いにされて回収代行業者から再度請求されたというトラブルが、都や国民生活センターに対して相次いで寄せられていることも判明した。
6月8日、障害者支援費制度の適用となる居宅サービスでの申請内容に問題が生じたものがあった。また、樋口は、一連の問題の責任をとり社長を辞任する考えを示した。
またコムスンとは別に系列であるグッドウィル・プレミアの子会社プレミア・メディカルケアの介護事業でも不正があったと日本テレビが独自取材で報じている。
6月12日、日本共産党は折口雅博（当時会長）を参考人招致するよう国会に求めた。
6月13日、業績、成果に対する報奨金制度を設けていたことが問題になった。一部の報道機関は報奨金制度と介護保険制度の金品等の授受の禁止を同一問題と取り上げコムスンを批判。しかし、介護保険法は、「指定居宅介護支援等の事業の人員及び運営に関する基準」（平成11年厚生省令第28号）第25条において居宅サービス事業者等からの利益収受の禁止等にあるように特定のサービス利用へ誘導した場合に対しての規制であって、複数サービス事業所の中の選択肢として公平性が担保された上でのコムスンの報奨金制度には社会通念上一定の理解が得られるものであった。

### 処分から事業譲渡へ
2007年7月31日、グッドウィル・グループはコムスン及びグループ内介護事業、介護関連事業を全て譲渡することを発表。翌8月1日から、インターネット上で譲渡先公募を開始。有料老人ホームなどの施設介護事業は一括譲渡、訪問介護事業は、47都道府県に事業分割し、譲渡する。
移行先を選定するための「第三者委員会」も同日に設立し、以下の有識者で構成する。
- 委員長：堀田力（弁護士、さわやか法律事務所所長）
- 副委員長：郷原信郎（弁護士、当時桐蔭横浜大学法科大学院教授）
- 委員：
  - 田中滋（慶應義塾大学大学院教授）
  - 虷澤力（公認会計士、虷澤公認会計士事務所所長）
  - 大杉覚（首都大学東京大学院教授）

8月27日、第3回第三者委員会が行われ、施設介護事業は業界最大手のニチイ学館に譲渡することを発表。
応募件数は52件（WEBエントリー数87件）。選考では、ニチイ学館とワタミの2社に絞り込まれ、最終的に売却金額がワタミより上回っていたため、ニチイ学館となった。事業譲渡日は11月1日。
9月4日、第4回第三者委員会が行われ、訪問介護事業の譲渡先を発表。
ジャパンケアサービス（北海道など）、セントケア・ホールディング（宮城県など）、サンキ・ウエルピィ（島根県など）など16法人に譲渡することを発表（下記参照）。
応募件数は675件（WEBエントリー数1,012件）。事業譲渡日は、11月1日ならびに12月1日。
譲渡先一覧

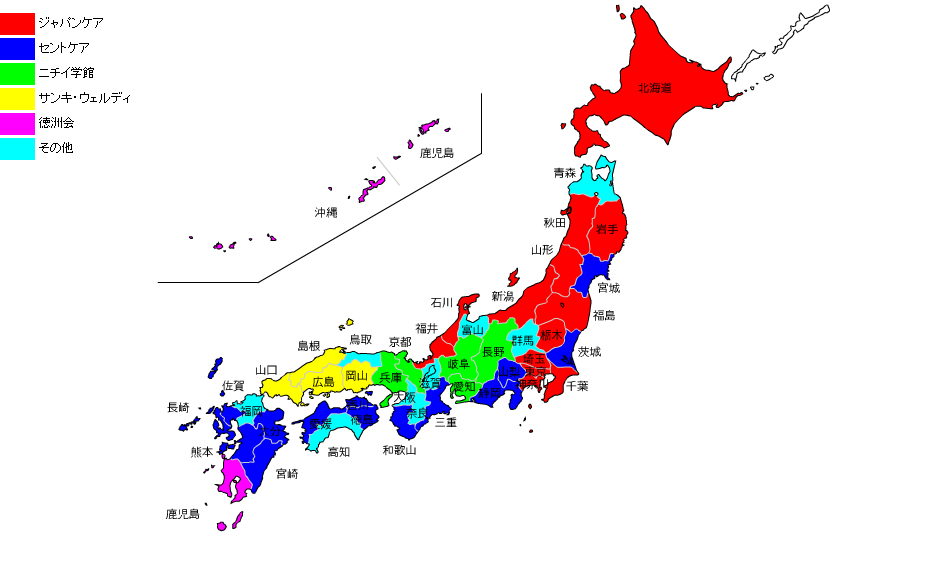
コムスンの譲渡先地図

- ジャパンケアサービス - 北海道・岩手・秋田・山形・福島・栃木・埼玉・神奈川・東京・千葉・新潟・石川・福井
- セントケア・ホールディング - 宮城・茨城・山梨・三重・静岡・和歌山・徳島・香川・愛媛・佐賀・長崎・大分・熊本・宮崎
- ニチイ学館 - 長野・岐阜・愛知・京都・兵庫
- サンキ・ウエルビィ - 島根・岡山・広島・山口
- 徳洲会 - 鹿児島・沖縄
- 青森介護サービス - 青森
- ケアサプライシステムズ - 群馬
- 射水万葉会 - 富山
- 共栄 - 三重
- しみんふくし滋賀 - 滋賀
- 日本ロングライフ - 大阪
- 信貴山病院 - 奈良
- ハピネライフケア - 鳥取
- ふるさと自然村 - 高知
- 麻生メディカルサービス（麻生グループの1社） - 福岡
- 熊進企画 - 熊本

9月18日、コムスンはホームページ上で、熊本県の譲渡先である「熊進（ゆうしん）企画」が譲渡辞退することを伝えてきたことを発表。
翌9月19日、コムスンは熊本県以外にも三重県の「共栄」も譲渡辞退したため、第5回第三者委員会が開かれ、セントケア・ホールディングに譲渡することを発表。これにより、全都道府県の事業移行契約が完了となった。
その他、9月21日には住宅型有料老人ホーム「バーリントンハウス」事業、介護付有料老人ホーム「コムスンガーデン」事業の譲渡先を株式会社ゼクスアクティブ・エイジ（株式会社ゼクスの子会社）に譲渡することを発表。
その後、バーリントンハウスについては設計図書と整合しない個所が見つかったとのことで譲渡が延期され、譲渡先のゼクスからはその後の日程、動向等が発表されていない。

## 政治家・メディアとの繋がり
安倍晋三と親密であったことが知られている。安倍が内閣官房副長官時代に折口と対談しており、安倍は「コムスンは一生懸命やっておられる」とコムスンを賛美し、2人が笑顔で固い握手を交わす写真も掲載されている。
2002年から2007年まで『週刊新潮』が「介護最前線」というコムスンの介護に密着した連載を行っている。

## テレビ番組
- 日経スペシャル ガイアの夜明け（テレビ東京）
  - 徹底検証“介護保険”のでたらめ（2004年6月8日）[18] - 「コムスン」が唱う24時間訪問介護を取材。
  - 「余生をどこで暮らしますか ～老人ホームビジネスに賭ける男たち～」（2006年6月27日）[19] - 老人ホームビジネスビジネスを取材。
  - 揺れる介護保険「～相次いだ不正･･･コムスンの今～」（2007年8月7日）[20] - コムスンの企業体質や問題の背景を取材。

## 関連会社
コムスンの事業譲渡により、関連会社はすべて別会社に移動した。

### 関連会社だった企業
- 桜湯園（株式会社日本シルバーサービス）
- まごころベルサービス（株式会社マッサージ師事務代行センター）
- COTY
- ADHOC
- バーリントンハウス
- 株式会社コムスン関東